# Оболочечная звезда

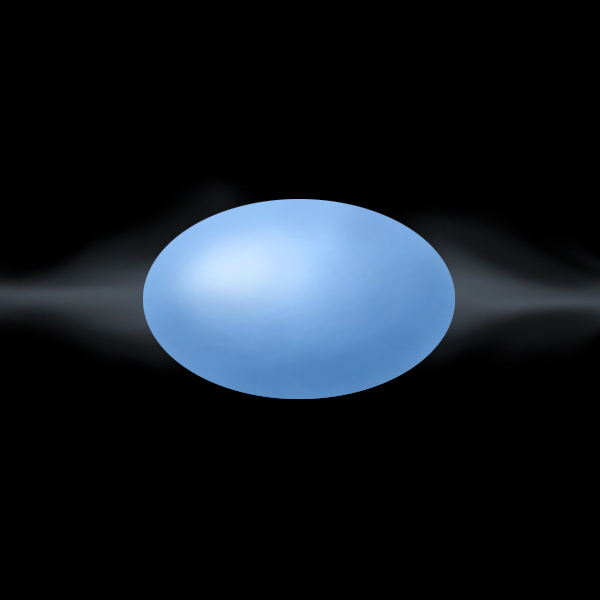
Рисунок Ахернара, самой яркой оболочечной звезды, видимой с Земли

Оболочечная звезда (звезда с (протяжённой) оболочкой) — звезда, спектр которой указывает на то, что её по экватору окружает газовый диск. Оболочки вокруг звезды до сих пор считаются не вполне объяснёнными, хотя частично их возникновение объясняется быстрым вращением. Оболочечные звёзды имеют спектральный класс от O7,5 до F5, но в их спектрах чрезвычайно широки линии поглощения за счёт наличия диска и быстрого вращения. Скорость вращения на экваторе достигает 200—250 км/с, и недалека от той, при которой звезду бы разорвало. Они могут иметь слабое мерцание из-за планет, которые образовались из газопылевого диска. Их существование не столь необычно: известны два гипергиганта и одна звезда B-класса на главной последовательности с планетами, так что это вполне возможно. Спектры и общие свойства оболочки звезды крайне трудно интерпретировать, так как их спектры искажены сильными эмиссионными линиями. Таким образом, и класс светимости, и точный спектральный класс могут быть определены неверно.
Оболочечные звёзды делятся на четыре категории:
- Be-звёзды ранних спектральных классов от O7,5 до B2,5
- Be-звёзды спектральных классов от B3 до B6,5
- Be-звёзды поздних спектральных классов от B7 до B9,5
- A—F-звёзды спектральных классов от A0 до F5.

В течение долгого времени спектр звёзд ранних спектральных классов сильно варьирует: он может меняться от спектра Be-звезды до спектра обычной звезды B-класса. Все оболочечные звёзды (в противоположность звёздам без оболочки) имеют широкие эмиссионные линии вместо абсорбционных. Так, у оболочечных B-звёзд линии излучения бальмеровской серии водорода находятся там, где у обычной B-звезды — соответствующие линии поглощения. У звёзд ранних классов обычно есть эмиссионные линии He I и, как правило Fe II, у звёзд поздних классов — линии Ca II и Ti II. Считается, что оболочечные звёзды всё же находятся в пределах главной последовательности вплоть до гигантов, хотя их точный класс светимости неясен.

## Примеры
Прототип оболочечных звёзд — гамма Кассиопеи. Наиболее яркая — Ахернар. Ещё один яркий представитель — Пси Персея. Довольно своеобразна звезда HR 2309 — она имеет небольшую резко очерченную оболочку.